# Associazione Calcio Legnano 1960-1961
Questa voce raccoglie le informazioni riguardanti l'Associazione Calcio Legnano nelle competizioni ufficiali della stagione 1960-1961.

## Stagione

Luigi Parodi, al Legnano dal 1955 al 1961

A causa di problemi di bilancio la dirigenza decide di approntare un calciomercato votato alle partenze, alcune delle quali illustri. Lasciano il Legnano il portiere Mario Longoni, bandiera e capitano lilla, il difensore Angelo Panara, il centrocampista Edmondo Colombi e gli attaccanti Adelio Crespi, Giorgio Ive, Giacomo Moretti, Giampaolo Villa e Roberto Bertani.
I Lilla, per rimpolpare l'organico, acquistano molti giocatori da società minori. Arrivano il portiere Bruno Cassani, i difensori Abramo Rossetti, Orlando Bertini e Franco Magnaghi, il centrocampista Vincenzo Paolani e l'attaccante Giobatta Giacometti. Da squadre partecipanti al precedente campionato di Serie B vengono acquistati gli attaccanti Vasco Bertolotti e Ilario Castagner.
Dopo una pessima partenza dovuta ai cospicui cambi nell'organico che portano, nel girone d'andata, a problemi di coesione, il Legnano disputa un campionato discreto. La stagione 1960-1961 si conclude infatti con il 9º posto in classifica nel girone A a 34 punti, dieci in meno del Modena capolista e a 5 lunghezze dal Piacenza penultimo e primo delle retrocesse.

## Divise
| Casa |

## Organigramma societario
Area direttiva
- Presidente: comm. Luciano Caccia

Area tecnica
- Allenatore: Giuseppe Molina

## Rosa
| N. |                   | Ruolo | Calciatore          |
| -- | ----------------- | ----- | ------------------- |
|    | Italia (bandiera) | D     | Orlando Bertini     |
|    | Italia (bandiera) | A     | Vasco Bertolotti    |
|    | Italia (bandiera) | A     | Paolo Bettolini     |
|    | Italia (bandiera) | A     | Peppino Bocchio     |
|    | Italia (bandiera) | P     | Bruno Cassani       |
|    | Italia (bandiera) | A     | Ilario Castagner    |
|    | Italia (bandiera) |       | Cavalleri           |
|    | Italia (bandiera) | C     | Valerio Cerri       |
|    | Italia (bandiera) | D     | Renzo De Conti      |
|    | Italia (bandiera) | A     | Giobatta Giacometti |

| N. |                   | Ruolo | Calciatore       |
| -- | ----------------- | ----- | ---------------- |
|    | Italia (bandiera) | D     | Silvano Ghezzo   |
|    | Italia (bandiera) | A     | Renato Luosi     |
|    | Italia (bandiera) | D     | Franco Magnaghi  |
|    | Italia (bandiera) | P     | Cesare Montani   |
|    | Italia (bandiera) | C     | Vincenzo Paolani |
|    | Italia (bandiera) | C     | Luigi Parodi     |
|    | Italia (bandiera) | A     | Angelo Pereni    |
|    | Italia (bandiera) | D     | Abramo Rossetti  |
|    | Italia (bandiera) | A     | Luciano Sassi    |
|    | Italia (bandiera) | C     | Franco Spaghi    |

## Risultati

### Serie C (girone A)

#### Girone d'andata
| Arbitro: | Fratti (Mantova) |

|                  |           |  |
| Bettoni 40’, 41’ | Marcatori |  |

| Arbitro: | Lombardini (Firenze) |

|                |           |                            |
| Bertolotti 60’ | Marcatori | 3’ Maccarini 71’ Galandini |

| Arbitro: | Barolo (Noale) |

|             |           |                       |
| Sassi I 14’ | Marcatori | 27’ Russi 64’ Poluzzi |

| Arbitro: | Laureti (Rimini) |

|            |           |               |
| Vicino 47’ | Marcatori | 9’ Bertolotti |

| Arbitro: | Pignatta (Torino) |

|               |           |  |
| Tortorese 18’ | Marcatori |  |

| Arbitro: | Monti (Ancona) |

|                                                |           |                                 |
| Giacometti 15’ Sassi I 19’, 49’ Bertolotti 27’ | Marcatori | 22’ Oberda 89’ (rig.) Callegari |

| Arbitro: | Pastechi (Pisa) |

|                       |           |               |
| Mari G. 50’ Turci 76’ | Marcatori | 89’ Castagner |

| Arbitro: | Gandiolo (Alessandria) |

|  |           |                |
|  | Marcatori | 20’ Galimberti |

| Arbitro: | Zanchi (Mestre) |

|           |           |             |
| Villa 21’ | Marcatori | 56’ Sassi I |

| La Spezia 4 dicembre 1960 10ª giornata | Spezia           | 0 – 0 | Legnano | Stadio Alberto Picco\| Arbitro: \| Tarabori (Lucca) \| |
| Arbitro:                               | Tarabori (Lucca) |       |         |                                                        |

| Arbitro: | Sarti (Mantova) |

|                     |           |  |
| Giacometti 37’, 52’ | Marcatori |  |

| Arbitro: | Magrini (Venezia) |

|  |           |             |
|  | Marcatori | 58’ Paolani |

| Arbitro: | Mariotti (Firenze) |

|                     |           |                      |
| Giacometti 40’, 87’ | Marcatori | 5’ Gazza 63’ Magheri |

| Legnano 1º gennaio 1961 14ª giornata | Legnano         | 0 – 0 | Fanfulla | Stadio Comunale\| Arbitro: \| Trezza (Verona) \| |
| Arbitro:                             | Trezza (Verona) |       |          |                                                  |

| Arbitro: | Gonella (Asti) |

|                   |           |                   |
| Parodi 57’ (rig.) | Marcatori | 31’ (rig.) Spaghi |

| Legnano 15 gennaio 1961 16ª giornata | Legnano          | 0 – 0 | Modena | Stadio Comunale\| Arbitro: \| Piantoni (Terni) \| |
| Arbitro:                             | Piantoni (Terni) |       |        |                                                   |

| Arbitro: | Monti (Ancona) |

|                          |           |           |
| Castagner 58’ Spaghi 81’ | Marcatori | 16’ Berto |

#### Girone di ritorno
| Arbitro: | Bernardis (Trieste) |

|          |           |  |
| Luosi 9’ | Marcatori |  |

| Arbitro: | Cadel (Mestre) |

|                          |           |  |
| Bosoni 28’ Trapletti 89’ | Marcatori |  |

| Casale Monferrato 19 febbraio 1961 20ª giornata | Casale           | 0 – 0 | Legnano | Stadio Natale Palli\| Arbitro: \| Olivati (Genova) \| |
| Arbitro:                                        | Olivati (Genova) |       |         |                                                       |

| Arbitro: | Tarabori (Lucca) |

|           |           |                    |
| Cerri 56’ | Marcatori | 55’ (aut.) Bertini |

| Arbitro: | Baldassarre (Udine) |

|             |           |        |
| Sassi I 82’ | Marcatori | 5’ Rao |

| Pordenone 12 marzo 1961 23ª giornata | Pordenone          | 0 – 0 | Legnano | Stadio Ottavio Bottecchia\| Arbitro: \| Mariotti (Firenze) \| |
| Arbitro:                             | Mariotti (Firenze) |       |         |                                                               |

| Arbitro: | Marchiori (Padova) |

|                              |           |  |
| Bertolotti 40’ Castagner 52’ | Marcatori |  |

| Arbitro: | Orlando (Bergamo) |

|                         |           |  |
| Valsecchi 1’ Ossola 71’ | Marcatori |  |

| Arbitro: | Schinetti (Brescia) |

|  |           |                       |
|  | Marcatori | 17’ Villa 85’ Rimoldi |

| Arbitro: | Soravia (Ancona) |

|               |           |              |
| Castagner 46’ | Marcatori | 45’ Bronzoni |

| Arbitro: | Fiduccia (Marsala) |

|                   |           |                          |
| Dappiano 84’, 89’ | Marcatori | 80’ Bertolotti 90’ Luosi |

| Arbitro: | Bigi (Padova) |

|               |           |  |
| Castagner 14’ | Marcatori |  |

| Arbitro: | Baldassarre (Udine) |

|                              |           |                |
| Benedetti 69’ Francescon 75’ | Marcatori | 84’ Bertolotti |

| Lodi 14 maggio 1961 31ª giornata | Fanfulla             | 0 – 0 | Legnano | Stadio Dossenina\| Arbitro: \| De Angelis (Pescara) \| |
| Arbitro:                         | De Angelis (Pescara) |       |         |                                                        |

| Arbitro: | Bellotto (Pordenone) |

|                     |           |  |
| Giacometti 47’, 71’ | Marcatori |  |

| Arbitro: | Olivati (Genova) |

|  |           |                |
|  | Marcatori | 83’ Bertolotti |

| Arbitro: | Gonella (Asti) |

|             |           |                      |
| Zagatti 61’ | Marcatori | 58’ Luosi 79’ Spaghi |

## Statistiche

### Statistiche di squadra
| Competizione | Punti | Totale | Totale | Totale | Totale | Totale | Totale | DR |
| Competizione | Punti | G      | V      | N      | P      | Gf     | Gs     | DR |
| ------------ | ----- | ------ | ------ | ------ | ------ | ------ | ------ | -- |
| Serie C      | 34    | 34     | 10     | 14     | 10     | 32     | 32     | 0  |

### Statistiche dei giocatori
| Giocatore     | Serie C  | Serie C |
| Giocatore     | Presenze | Reti    |
| ------------- | -------- | ------- |
| O. Bertini    | 33       | 0       |
| V. Bertolotti | 27       | 6       |
| P. Bettolini  | 2        | 0       |
| P. Bocchio    | 1        | 0       |
| B. Cassani    | 28       | 0       |
| I. Castagner  | 23       | 5       |
| Cavalleri     | 4        | 0       |
| V. Cerri      | 10       | 1       |
| R. De Conti   | 11       | 0       |
| S. Ghezzo     | 10       | 0       |
| G. Giacometti | 33       | 7       |
| R. Luosi      | 27       | 4       |
| F. Magnaghi   | 32       | 0       |
| C. Montani    | 6        | 0       |
| V. Paolani    | 25       | 1       |
| L. Parodi     | 18       | 1       |
| A. Pereni     | 5        | 0       |
| A. Rossetti   | 17       | 0       |
| L. Sassi      | 28       | 5       |
| F. Spaghi     | 34       | 2       |